# 2019 en journalisme
Cet article présente les faits marquants de l'année 2019 en journalisme.

## Évènements
- D'après Reporters sans frontières, 54 journalistes ont été blessés, dont 12 sérieusement par les forces de l'ordre lors du mouvement des gilets jaunes[1], de novembre 2018 à mai 2019.